# Ndifreke Udo

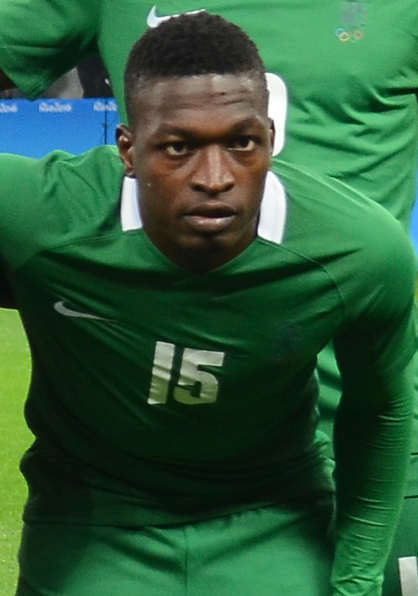
Ndifreke Udo

Ndifreke Effiong Udo, född 15 augusti 1998, är en nigeriansk fotbollsspelare.
Udo blev olympisk bronsmedaljör i fotboll vid sommarspelen 2016 i Rio de Janeiro.